# Siste nudisten
Siste nudisten  är en svensk kortfilm från 1968, regisserad av Peter Wester.

## Handling
Filmen är en humoristisk beskrivning om en nudists vedermödor ute i naturen.

## Om filmen
Filmen är barntillåten.

## Rollista i urval
- Christina Carlwind
- Lars Amble
- Bertil Berglund
- Nils Ingels
- Pierre Lindstedt
- Chris Wahlström
- Kalle Boman
- Hans Welin